# 난할
발생학에서 난할(卵割)이란 초기 배아에서 일어나는 세포의 분할이다. 세포들은 세포분열 주기의 S기(DNA합성)과 M기(유사분열)를 거치지만, G1기와 G2가 사실상 없으므로 단백질 합성은 거의 일어나지 않는다. 따라서 난할 과정에서 배의 크기는 변하지 않으며, 세포의 수만 늘어난다. 난할 과정에서 하나의 커다란 세포인 접합자의 세포질을 할구라는 작은 세포로 나누게 되며, 할구가 여러 개 모이면 상실배를 형성하게 된다. 난할은 배아가 착상할 때까지 일어난다. 분열 결과 각 할구는 자신의 핵을 갖는다.

## 포유동물에서의 난할

인간 발생 과정의 초기단계.

포유동물의 난할과정은 다른 동물들과는 다소 차이가 있다. 예를 들어, 포유동물의 난할은 12~24시간 주기로 다른 동물에 비해 비교적 천천히 일어난다.
8세포기에 이른 배아는 약간의 변화를 거친다. 이 시기에 할구들은 양극으로 나뉘어 각각 외부의 극세포와 내부의 무극세포로 발달한다. 영양막이라고도 하는 외부의 세포들은 외부로부터 나트륨을 흡수하여 결과적으로 삼투에 의해 물이 내부로 흡수되게 한다. 이 상태의 배아를 초기 포배라고 한다. 영양막은 후에 융모막으로 발달한다. 내부의 세포들은 배아의 한 부분에서 안쪽으로 밀려들어 내세포괴(ICM)을 형성하게 된다. 이 내세포괴는 장차 아기가 될 부분이다. 이 시기의 배아를 배반포라고 한다.

## 종류
난황의 양이나 그 분포에 관계없이, 난할의 결과 할구가 어떤 식으로 배열되느냐에 따라서도 난할을 분류할 수 있다.

### 방사 대칭형
난할에 의한 난할면이 동물극과 식물극을 잇는 난축을 포함한 몇 개의 면에 대칭으로 배열하는 형으로, 위할과 경할을 교대로 반복하는 전등할을 하는 해면동물·강장동물·극피동물 등에서 볼 수 있다.

### 나선형
위할에 의해 생기는 위아래의 할구가 규칙적으로 오른쪽 또는 왼쪽으로 치우치게 되므로, 동물극에서 보면 소용돌이치듯이 할구가 배열되는데, 이것은 난할의 방추(紡錐)가 비스듬히 기울어졌기 때문이다. 또 이 형에서는, 초기 난할 때 생기는 동물극 쪽의 4개의 할구는 식물극 쪽의 4개에 비하여 작다. 나선형의 난할은 편형동물·유형동물·환형동물 및 두족류 이외의 연체동물에서 볼 수 있다.

### 2대칭형
할구가 난축을 중심으로 하는 2개의 면에 대칭으로 배열하는 것으로, 해파리의 일종에서 볼 수 있다.

### 좌우 대칭형
제1난할면을 대칭면으로 하여, 그 양쪽의 할구가 경상적(鏡像的)으로 분열하는 것으로, 두족류·양서류 등의 단황란에서 볼 수 있는 형이나 전형적인 예는 드물다.

## 같이 보기
- 발생